# Jag är Zlatan (film)
Jag är Zlatan är en svensk biografisk film från 2021. Filmen är baserad på Zlatan Ibrahimovićs självbiografi Jag är Zlatan Ibrahimović från 2011. Den är regisserad av Jens Sjögren, med manus skrivet av Jakob Beckman och David Lagercrantz.
Filmen var från början planerad att ha biopremiär i Sverige den 10 september 2021, men blev framflyttad på grund av Covid-19-pandemin. Istället hade filmen premiär i Sverige den 18 mars 2022, utgiven av Nordisk Film.

## Rollista (i urval)
- Granit Rushiti – Zlatan Ibrahimović som 17-åring
- Dominic Andersson Bajraktari – Zlatan Ibrahimović som 11-åring
- Cedomir Glisovic – Šefik Ibrahimović
- David S. Lindgren – MFF Player A-team
- Emmanuele Aita – Mino Raiola
- Håkan Bengtsson – Nils-Åke
- Arend Brandligt – Hugo Borst
- Merima Dizdarević – Jurka Gravić
- Linda Haziri – Sanela

## Produktion
Filmen är producerad av Fredrik Heinig, Frida Bargo och Mattias Nohrborg för B-Reel Films i samproduktion med Nordisk Film, Film i Väst, Film i Skåne och SVT. Inspelningen av filmen startade den 10 september 2020.